# Excelerate Sequoia
Excelerate Sequoia – плавуча установка з регазифікації та зберігання зрідженого природного газу (Floating storage and regasification unit, FSRU), споруджена для компанії Excelerate Energy.

## Загальна інформація
Починаючи з 2005-го року Excelerate Energy створила найбільший в світі флот FSRU, при цьому її десятим судном цього типу стало «Excelerate Sequoia», яке завершили у 2020-му на південнокорейській верфі Daewoo Shipbuilding&Marine Engineering.
Розміщена на борту регазифікаційна установка здатна видавати до 21,2 млн м3 на добу. Зберігання ЗПГ відбувається у резервуарах загальним об’ємом 173611 м3. 
За необхідності, судно може використовуватись як звичайний ЗПГ-танкер та пересуватись до місця призначення зі швидкістю 18 вузлів.

## Служба судна
Первісно анонсували, що «Excelerate Sequoia» буде працювати на пакистанському терміналі компанії Engro Elengy у Порт-Касім, власник якого вже використовував судно від Excelerate Energy, проте хотів отримати більш потужну установку («Excelerate Sequoia» є найбільшою у флоті Excelerate Energy за ємністю резервуарів). Втім, ці наміри так і не реалізували.
У грудні 2021-го установка почала роботу в Бразилії на терімналі Баїя, який був узятий Excelerate Energy в оренду у компанії Petrobras.